# Berentzwiller
Berentzwiller je občina v departmaju Haut-Rhin francoske regije Alzacija.
Leta 2008 je v občini živelo 321 oseb oz. 53 oseb/km².